# Nácer de Granada
Nácer, cujo nome completo era Abu Aljuiuxe Nácer ibne Maomé (em árabe: أبو الجيوش نصر بن محمد; romaniz.: Abu al-Juiux Nasr ibn Muhammad), foi o quarto governante[a] do Reino Nacérida de Granada de 14 de março de 1309 até sua abdicação em 8 de fevereiro de 1314. Era filho de Maomé II e Xemece Adua. Ascendeu ao trono depois que seu irmão Maomé III foi destronado numa revolução palaciana. Na época de sua ascensão, Granada enfrentou uma guerra em três frentes contra Castela, Aragão e o Império Merínida, desencadeada pela política externa de seu antecessor. Fez as pazes com os merínidas em setembro de 1309, cedendo-lhes o porto africano de Ceuta, que já havia sido capturado, bem como Algeciras e Ronda na Europa. Granada perdeu Gibraltar para um cerco castelhano em setembro, mas defendeu com sucesso Algeciras até que foi entregue aos merínidas, que continuaram sua defesa até que o cerco foi abandonado em janeiro de 1310. Jaime II de Aragão pediu a paz depois que os defensores granadinos derrotaram o cerco aragonês de Almeria em dezembro de 1309, retirando suas forças e deixando os territórios do reino em janeiro. No tratado que se seguiu, Nácer concordou em pagar tributos e indenizações a Fernando IV de Castela e ceder algumas cidades fronteiriças em troca de sete anos de paz.
Apesar de alcançar a paz com perdas relativamente mínimas, Nácer era impopular na corte, pois era suspeito de ser pró-cristão e acusado de dedicar tanto tempo à astronomia que negligenciou seus deveres como governante. Uma rebelião iniciada por seu cunhado Abuçaíde Faraje em 1311 foi inicialmente repelida, mas uma segunda campanha do filho de Abuçaíde, Ismail, terminou com a captura do palácio de Alhambra e a abdicação de Nácer em 8 de fevereiro de 1314 em favor de Ismail, agora Ismail I. Foi autorizado a governar a província oriental de Guadix, denominando-se "Rei de Guadix", e tentou recuperar o trono com a ajuda de Castela. Ismail derrotou as forças castelhanas na Batalha da Veiga de Granada, resultando numa trégua que encerrou seu apoio a Nácer. Nácer morreu sem deixar herdeiros em 1322.

## Vida

### Nascimento e primeiros anos

Granada e os reinos vizinhos no século XIV

Abu Aljuiuxe Nácer ibne Maomé nasceu em 1.º de novembro de 1287 (24 do Ramadã de 686 AH), provavelmente em Alhambra, a fortaleza e complexo real nacérida em Granada. Seu pai era Maomé II (r. 1273–1302)) o segundo sultão nacérida de Granada. Sua mãe era Xamece Adua, a segunda esposa de Maomé, uma cristã e ex-escrava. Maomé teve outros filhos de sua primeira esposa: o primogênito Maomé (mais tarde Maomé III, nascido em 1257, (r. 1302–1309)) e Fátima (c. 1260–1349). Seu pai, conhecido pelo epíteto alfaqui ("o canonista") devido à sua erudição e educação, incentivou as atividades intelectuais de seus filhos; Maomé estava intensamente envolvido com poesia, enquanto Fátima estudava o barnamaje — as biobibliografias de estudiosos islâmicos — e Nácer estudava astronomia. O irmão mais velho de Nácer, Maomé, foi nomeado herdeiro (uáli alade) durante o reinado de seu pai.
Maomé III tornou-se sultão após a morte de seu pai em 1302. Nos últimos anos de seu reinado, o reino esteve à beira da guerra contra uma tríplice aliança de seus vizinhos maiores, os reinos cristãos de Castela e Aragão na Península Ibérica e o Império Merínida no norte de África. A guerra potencialmente desastrosa, bem como a extravagância do vizir (ministro-chefe) ibne Aláqueme, despertou raiva entre o povo de Granada. Em 14 de março de 1309 (Eid ul-Fitr, 1 de Xaual de 708 A.H.), uma revolução do palácio instigada por um grupo de nobres granadinos, incluindo o rival do vizir, Atique ibne Almaul, forçou Maomé III a abdicar em favor de Nácer. Maomé III retirou-se para uma propriedade em Almuñécar, enquanto ibne Aláqueme foi morto por ibne Almaul durante o tumulto e seu cadáver foi profanado pela multidão. Nácer tornou-se o novo sultão e nomeou ibne Almaul — o principal instigador do golpe e membro de uma família influente em Granada — como seu vizir.

### Guerra com a tríplice aliança
Granada estava numa situação muito perigosa quando Nácer assumiu o poder, sem aliados e com três inimigos maiores se preparando à guerra contra ela. Um dos principais pontos de discórdia foi a ocupação de Ceuta por Granada, um porto na costa norte-africana do Estreito de Gibraltar que se rebelou contra os merínidas em 1304 e foi conquistado por Granada em 1306 durante Maomé III. A captura granadina de Ceuta, além de seu controle de Algeciras e Gibraltar, outros portos no Estreito, bem como Málaga e Almería mais a leste, deram-lhe forte controle de ambos os lados do Estreito, alienando não apenas os merínidas, mas também Castela e Aragão.
Os merínidas iniciaram um ataque contra Ceuta em 12 de maio de 1309 e garantiram aliança formal com Aragão no início de julho. Aragão deveria enviar galeras e cavaleiros para ajudá-los a tomar Ceuta em troca de entregas de trigo e cevada a Aragão, benefícios comerciais aos comerciantes catalães no Magrebe e acordo para ambas as partes não fazerem uma paz separada. O acordo também estipulava que, uma vez capturado, o território seria devolvido aos merínidas, mas o porto seria primeiro saqueado e todos os bens móveis seriam entregues a Aragão. No entanto, em 20 de julho de 1309, o povo de Ceuta derrubou seus governantes nacéridas e permitiu que os merínidas entrassem na cidade sem a ajuda dos aragoneses. O retorno de Ceuta suavizou a posição merínida contra Granada e os dois Estados muçulmanos entraram em negociações. Nácer já havia enviado seus emissários à corte merínida em Fez desde abril e, no final de setembro de 1309, um acordo de paz foi alcançado. Além de aceitar o domínio merínida sobre Ceuta, Nácer teve que ceder Algeciras e Ronda — ambas na Europa — e seus territórios vizinhos. Assim, os merínidas voltaram a ter postos avançados nos territórios tradicionais de Granada no sul da Península Ibérica, após sua última retirada em 1294. Não precisando mais da ajuda de Aragão, os merínidas descartaram a aliança entre eles e não enviaram o saque de Ceuta como prometido; logo o rei Jaime II de Aragão escreveu ao seu homólogo castelhano Fernando IV sobre o sultão merínida Abu Arrabi Solimão, "Parece-nos, rei, que de agora [em diante] podemos considerar esse rei como inimigo".
Enquanto isso, no final de julho de 1309, as forças cristãs, incluindo não apenas as forças de Castela e Aragão, mas também as de Portugal, que se juntaram à aliança em 3 de julho de 1309, sitiaram Algeciras, um porto no extremo oeste do emirado, liderados por Fernando IV. Logo, um destacamento desta força também sitiou Gibraltar. Duas máquinas de cerco atacaram as muralhas de Gibraltar enquanto navios aragoneses bloqueavam seu porto. A cidade se rendeu em 12 de setembro de 1309, pouco antes da paz de Nácer com os merínidas. A mesquita da cidade foi convertida em igreja e 1 125 de seus habitantes partiram ao norte da África em vez de viver sob o domínio cristão. Embora este porto fosse menos importante do que Algeciras, sua conquista ainda foi significativa, pois deu a Castela posição estratégica no Estreito de Gibraltar. Retornaria às mãos dos muçulmanos em 1333, e novamente a Castela em 1464, numa longa luta pelos portos do estreito. O cerco de Algeciras permaneceu em andamento e, de acordo com o acordo de paz granadino-merínida, a cidade mudou de mãos para os merínidas, por quem a guarnição agora lutava. Os merínidas enviaram tropas e suprimentos para reforçar a cidade, enquanto Nácer redirecionou sua atenção ao fronte oriental. No final de outubro ou novembro, um contingente de 500 cavaleiros castelhanos liderados pelo tio do rei Infante João e o primo do rei João Manuel saiu do cerco de Algeciras, desmoralizando o resto dos sitiantes e tornando-os vulneráveis a um contra-ataque. Fernando IV ainda estava determinado a continuar o cerco, jurando que preferia a morte em batalha à desonra de se retirar de Algeciras.
No fronte oriental, as tropas aragonesas sitiaram Almeria com algum apoio de Castela. A cidade conseguiu armazenar suprimentos e melhorar suas defesas devido à chegada tardia das forças aragonesas, lideradas por Jaime II, por mar em meados de agosto de 1309. Uma série de ataques contra a cidade falhou e Nácer enviou tropas sob o comando de Otomão ibne Abi Alulá para socorrê-la. Eles tomaram posição nas proximidades de Marchena depois de derrotar um contingente aragonês lá e assediar continuamente os grupos de forrageamento do sitiante. Quando o inverno se aproximava, a cidade ainda resistia, e o enfraquecimento do cerco de Algeciras em novembro significava que Granada poderia enviar mais reforços para o leste. No final de dezembro, Jaime II e Nácer concordaram com uma trégua e que o rei aragonês evacuaria suas tropas dos territórios granadinos. A evacuação foi concluída em janeiro de 1310 após alguns incidentes. Num ponto durante a evacuação, Nácer escreveu a Jaime que os defensores da cidade tiveram que colocar as tropas aragonesas restantes detidos por pilharem territórios granadinos. Nácer observou ainda que os muçulmanos lhes deram moradia e comida às suas próprias custas "porque alguns deles estavam morrendo de fome" enquanto esperavam que os navios aragoneses os pegassem.
O cerco de Fernando IV a Algeciras fez pouco progresso e, em janeiro de 1310, levantou o cerco e iniciou negociações com Nácer. As hostilidades ainda continuaram - por exemplo, as tropas castelhanas sob o comando do irmão do rei, Infante Pedro, capturou Tempul (perto de Xerez) e a frota castelhano-aragonesa ainda patrulhava as águas granadinas em maio. Um tratado de paz de sete anos foi assinado em 26 de maio de 1310; Nácer concordou em pagar indenização de 150 mil doblas de ouro e um tributo anual de 11 mil doblas a Castela. Além de Gibraltar, Granada cedeu algumas cidades fronteiriças, incluindo Quesada e Bedmar, conquistadas por Maomé III na guerra anterior. Ambos os monarcas concordaram em ajudar um ao outro contra seus inimigos; Nácer tornou-se vassalo de Castela e prestaria até três meses de serviço militar por ano, se convocado, com suas próprias tropas e às suas próprias custas. Mercados seriam abertos entre os dois reinos, e Fernando IV deveria nomear um juiz especial de fronteiras (juiz da fronteira) para julgar disputas entre cristãos e muçulmanos nas regiões fronteiriças. Nenhum registro histórico de um tratado granadino-aragonês foi encontrado, mas sabe-se que Nácer concordou em pagar a Jaime II 65 mil doblas em indenização, 30 mil dos quais seriam dados por Fernando IV.
A presença merínida na Península Ibérica provou ser de curta duração. Abu Arrabi morreu em novembro de 1310 e foi sucedido por Abuçaíde Otomão II, que queria expandir ainda mais seus territórios ibéricos. Enviou uma frota através do estreito, mas foi derrotada por Castela ao largo de Algeciras em 25 de julho de 1311. Ele decidiu retirar e devolver suas propriedades ibéricas, incluindo Algeciras e Ronda, para Nácer.

### Rebelião e queda
Apesar de seu sucesso em encerrar a guerra em três frentes com perdas mínimas, Nácer e seu vizir ibne Alhaje —que substituiu ibne Almaul quando este último fugiu ao Norte da África — logo se tornou impopular na corte. O historiador L. P. Harvey escreve que a razão não é clara, e enquanto o estudioso quase contemporâneo ibne Caldune escreve que isso se deveu às suas "tendências à violência e à injustiça", Harvey rejeita isso como "propaganda hostil". O estudioso arabista Antonio Fernández-Puertas vinculou sua impopularidade à busca da ciência por Nácer, que foi considerada excessiva por seus nobres, bem como pelas tendências suspeitas pró-cristãs do sultão e do vizir. Dizia-se que Nácer passava muito tempo construindo astrolábios e tabelas astronômicas, negligenciando seus deveres como monarca. A suspeita de simpatia pró-cristã resultou de sua educação por sua mãe cristã e de seu bom relacionamento com Fernando IV. Ibne Alhaje também era impopular porque se acreditava que tinha muito poder sobre o sultão. Para agravar o problema de imagem, ambos frequentemente se vestiam à maneira castelhana.
Em novembro de 1310, Nácer adoeceu gravemente e uma facção da corte tentou restaurar Maomé III. O velho e quase cego ex-sultão foi transportado em maca de Almuñécar. A conspiração falhou quando Nácer se recuperou antes de Maomé ser entronizado; Nácer então prendeu seu irmão no Dar Alcubra (La Casa Mayor, "Casa Grande") da Alhambra. Nácer mais tarde fez com que seu irmão fosse afogado, embora haja relatos conflitantes sobre quando isso aconteceu. Ibne Alcatibe listou quatro datas: meados de fevereiro de 1311, fevereiro ou março de 1312, 12 de fevereiro de 1312 e 21 de janeiro de 1314. O historiador Francisco Vidal Castro, que considerou todas as quatro datas, considera a última data válida porque também aparece em outros relatórios credíveis, bem como na lápide de Maomé.

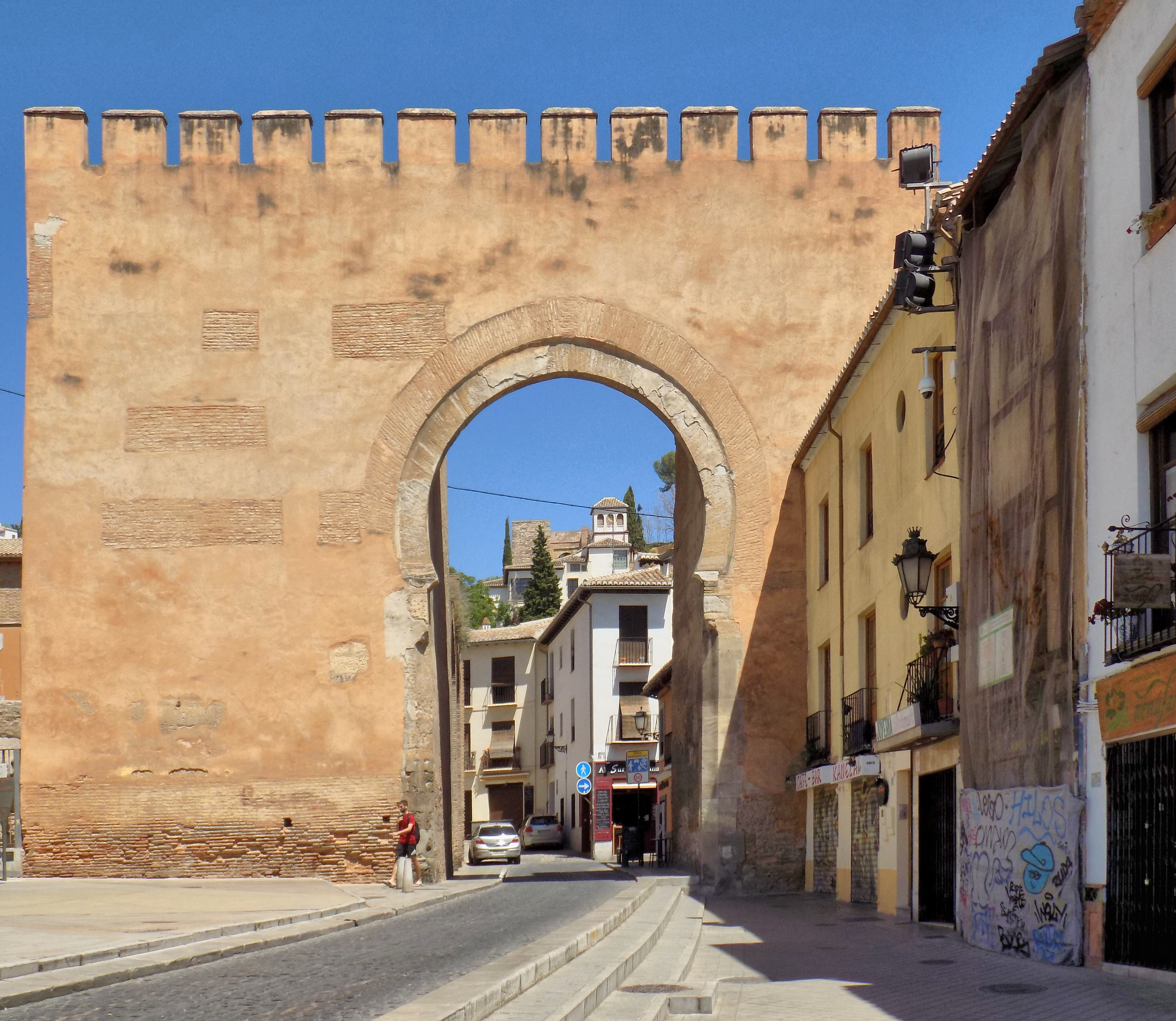
A Porta de Elvira, onde entrou em Granada para depor Nácer em 1314

O líder da próxima rebelião foi Abuçaíde Faraje, o governador de Málaga e membro da dinastia nacérida. Ele foi sobrinho de Maomé I, avô de Nácer e fundador do emirado, bem como cunhado de Nácer, pois era casado com a irmã dele, a princesa Fátima. Quando Abuçaíde prestou sua homenagem anual a Nácer, descobriu que o sultão era impopular na corte. Ele também não gostou do que ouviu sobre Nácer; de acordo com Fernández-Puertas, Abuçaíde ficou ainda mais indignado com a morte de Maomé III. Abuçaíde iniciou sua rebelião em Málaga em 1311. Em vez de se autoproclamar sultão, declarou em favor de seu filho, Ismail, que tinha a legitimidade adicional de ser neto de Maomé II através de sua mãe Fátima. Os rebeldes de Málaga foram apoiados pelas forças do Norte da África sob o comando de Otomão ibne Abi Alulá, o comandante dos Voluntários da Fé guarnecidos em Málaga, enquanto outras forças norte-africanas sob o comando dos príncipes Abdalaque ibne Otomão e Hamu ibne Abdalaque apoiaram Nácer. Os rebeldes tomaram Antequera, Marbelha e Vélez-Málaga, avançaram à Veiga de Granada e derrotaram as forças de Nácer num lugar chamado Alatexa por fontes árabes, possivelmente o atual Láchar. Durante a batalha, Nácer caiu do cavalo e perdeu-o, tendo que correr de volta para Granada a pé. Abuçaíde começou a sitiar a capital, mas não tinha os suprimentos necessários para uma campanha prolongada. Nácer solicitou ajuda de Fernando IV, e as forças de Castela sob o comando do infante Pedro derrotaram Abuçaíde e Ismail em 28 de maio de 1312. Abuçaíde buscou a paz e conseguiu manter seu posto como governador de Málaga e voltou a pagar tributos ao sultão. Posteriormente, Nácer também prestou sua homenagem anual a Castela em agosto de 1312, pouco antes da morte de Fernando IV e foi sucedido por seu filho de um ano Afonso XI.
A oposição a Nácer continuou e membros da facção anti-Nácer fugiram da corte para Málaga. Logo, Ismail reiniciou a rebelião com a ajuda de sua mãe Fátima e Otomão ibne Alulá. À medida que Ismail avançava em direção a Granada, seu exército aumentou e os habitantes da capital abriram os portões da cidade para ele. Ismail entrou na cidade pela Porta de Elvira (Ilbira) e sitiou Nácer, que permaneceu na Alhambra. Nácer tentou solicitar ajuda de infante Pedro (agora um dos regentes do rei infante), mas a ajuda não chegou a tempo. Nácer foi forçado a abdicar em 8 de fevereiro de 1314 (21 de Xaual de 713 AH). Em troca da rendição da Alhambra, foi autorizado a partir para Guadix e permanecer lá como governador. Abdalaque ibne Otomão e Hamu ibne Abdalaque o acompanharam até lá.

### Tentativa de reaver o trono
Após a derrota de Nácer e sua mudança para Guadix, ele ainda manteve sua reivindicação ao trono. Se autodenominou "Rei de Guadix" e liderou um grupo de seus parentes e servos para resistir a Ismail. Ismail sitiou Nácer em Guadix em maio de 1315, mas partiu após 45 dias. Nácer solicitou repetidamente ajuda de Castela, que era governada por uma regência composta pelo Infante Pedro, Infante João e a avó do rei Maria de Molina. Pedro concordou em encontrar Nácer e ajudá-lo, mas separadamente também disse a Jaime II de Aragão que pretendia conquistar Granada para si, e iria dar um sexto disso a Aragão em troca de ajuda. Em janeiro de 1316, Nácer reiterou a Jaime II que a próxima campanha era para restaurar-lhe como sultão de Granada. Nácer ofereceu dar Guadix a Pedro em troca de sua ajuda se Nácer conseguiu retomar o trono.
A preparação para a campanha de Castela começou na primavera de 1316. Em 8 de maio, as forças granadinas comandadas por Otomão ibne Abi Alulá interceptaram uma coluna castelhana que abastecia Nácer, que foi novamente sitiado em Guadix. Uma batalha ocorreu então perto de Alicún, na qual as forças castelhanas lideradas por Pedro e apoiadas por Nácer derrotaram as forças reais granadinas, matando 1 500 pessoas e fazendo com que elas se retirassem para Granada. Posteriormente, a guerra se arrastou por vários anos, pontuada por várias tréguas curtas. O clímax da guerra ocorreu em 25 de junho de 1319, quando uma força granadina liderada por Ismail lutou contra o exército castelhano na Veiga de Granada. Os comandantes e regentes castelhanos João e Pedro morreram sem combate durante a batalha, possivelmente devido a uma parada cardíaca. As forças de Ismail derrotaram as desmoralizadas forças castelhanas. A derrota e a morte dos dois regentes deixaram Castela sem liderança, lançou-a em turbulência interna e deu a Ismail a vantagem.{{sfn|Harvey|1992|p=182} Devido à falta de liderança real, a Irmandade Geral da Andaluzia—uma confederação regional de cidades fronteiriças—agiu para negociar com Granada. Uma trégua foi acordada entre a Irmandade e Ismail em Baena em 18 de junho de 1320, com duração de oito anos. Uma das disposições era que os castelhanos não ajudariam nenhum outro rei mourisco, o que significava o fim do apoio a Nácer.
Nácer morreu em Guadix sem herdeiro em 16 de novembro de 1322 (6 de Du Alcaida de 722 AH) aos 35 anos, encerrando a linhagem masculina direta da dinastia nacérida de Maomé I, o fundador do emirado. Sultões subsequentes de Granada descenderia de Ismail, cujo pai vinha de um ramo colateral da dinastia, mas cuja mãe Fátima era neta de Maomé I. A falta de herdeiro de Nácer garantiu a unidade da dinastia por enquanto, e Ismail reincorporou pacificamente territórios anteriormente sob o controle de Nácer ao emirado. Nácer foi inicialmente enterrado na mesquita principal de Guadix, mas posteriormente mudou-se à Colina Sabica da Alhambra ao lado de seu avô Maomé I e irmão Maomé III.

## Caráter e legado
As biografias oficiais descreviam Nácer como sendo elegante, cavalheiresco, casto e amante da paz. Ele era conhecedor de astronomia, orientado por Maomé ibne Arracã (1250–1315), um astrônomo murciano que se estabeleceu em Granada a convite de Maomé II. Nácer foi o autor de vários almanaques e tabelas astronômicas. Também se tornou patrono de um notável médico de seu tempo, Maomé Açafra de Crevillente, que o seguiu como médico pessoal em Guadix depois de ser destronado. Foi responsável pela construção da Torre de Abu Aljuiuxe na Alhambra, uma torre retangular que se eleva acima da muralha da cidade construída por Maomé II, ao qual está ligado por uma escada escondida que conduz a uma rota subterrânea que sai do complexo do palácio. É agora mais conhecido como o local do Peinador de la Reina (Camarineiro da Rainha) após a sua utilização por Isabel de Portugal, consorte do imperador Carlos V. A torre provavelmente foi usada e renovada pelos sucessores de Nácer, e Iúçufe I - filho de Ismail I, que destronou Nácer - tentou substituir as referências a Nácer na torre por seu próprio nome.
Para historiadores tradicionais e modernos, a abdicação de Nácer em favor de Ismail I marcou o fim de adaulá algalibia anaceria (al-daula al-galibiia al-nasriia), "a dinastia nacérida de Algalibe", cujos governantes são descendentes patrilineares de Maomé I— também conhecido pelo epíteto "Algalibe Bilá" - e o início de um novo ramo: adaulá alismailia anasceria (al-daula al-isma'iliia al-nasriia), "a dinastia nacérida de Ismail". A dinastia nacérida não tinha uma regra específica de sucessão, mas Ismail I foi o primeiro dos poucos governantes que descendiam apenas matrilinearmente da linhagem real. A outra instância aconteceu em 1432 com a ascensão de Iúçufe IV.